# ورزشگاه گیگانته آروییتو
 ورزشگاه گیگانته آروییتو  (به انگلیسی: Estadio Gigante de Arroyito) ورزشگاهی در شهر روزاریو است که ورزشگاه خانگی باشگاه فوتبال روزاریو سنترال و باشگاه فوتبال آرژانتینا محسوب می‌شود.
این ورزشگاه در سال ۱۹۲۹ میلادی ساخته شده است و ظرفیت آن ۴۱٬۶۵۴ نفر است.
۶ بازی جام جهانی فوتبال ۱۹۷۸ در این ورزشگاه برگزار شده‌است.